# Robert Goffin
Robert Goffin (Ohain, 21 mei 1898 - aldaar, 27 juni 1984) was een dichter, en auteur van artikels en boeken over jazz die een van de vroegste promotors van jazz in België werd. Goffin was sinds 18 april 1953 lid van de Académie royale de langue et de littérature françaises.
Robert Goffin werd geboren in Ohain als zoon van een alleenstaande moeder. Zijn moeder was erg vroom en bestemde hem voor het priesterschap. Ze liet Robert inschrijven in het kleinseminarie van Basse-Wavre, maar zijn verblijf daar was wegens problemen met discipline van korte duur. Hij verliet het seminarie in 1916 en het was in het Athénée de Saint-Gilles, dat hij zijn klassieke humaniora voltooide. Onder zijn medestudenten bevonden zich latere beroemdheden als de politicus Paul-Henri Spaak en de kunstschilder Paul Delvaux.
Hoewel hij zich tot de (modernistische) literatuur aangetrokken voelde, volgde hij een opleiding rechten aan de Universiteit van Brussel. De grootste passie van zijn leven zou echter de jazz worden. Nadat hij advocaat werd bij het Brusselse Hof van Beroep, richtte hij met Ernst Moerman en Marcel Cuvelier een jazzband op waarin hij trompet speelde. Het orkest trad met succes op in het Paleis voor Schone Kunsten. In 1932, na de publicatie van drie boeken over financieel recht, verscheen van zijn hand het eerste boek over het fenomeen en de geschiedenis van de jazz: Aux frontières du jazz.
Nog voor de Tweede Wereldoorlog begon, had hij dertien boeken geschreven, waaronder twee essays over Arthur Rimbaud, twee romans en drie dichtbundels. Na het maken van een weekblad tegen het nazisme, zag Goffin zich genoodzaakt te vluchten. Tijdens de oorlog verbleef hij in de Verenigde Staten. Daar publiceerde hij over de meest uiteenliggende onderwerpen (onder meer over spinnen, ratten, de Habsburgers, en een gastronomische gids).
Na zijn terugkeer in België in 1945, nam hij terug de draad op van zijn juridische activiteiten, en maakte verschillende lange reizen. Hij werd poëziecriticus, schreef avonturenromans en spionageverhalen, en bleef zich gepassioneerd met jazz bezighouden. Van zijn geschiedenis van de jazz werden in 1946 vierhonderdduizend exemplaren verkocht; een studie van New Orleans-jazz verscheen hetzelfde jaar, en in 1947 kwam er een biografie van Louis Armstrong op de markt.
In 1979 en 1980 verschenen zijn tweedelige memoires.